# Francia tízfrankos érme (1964)

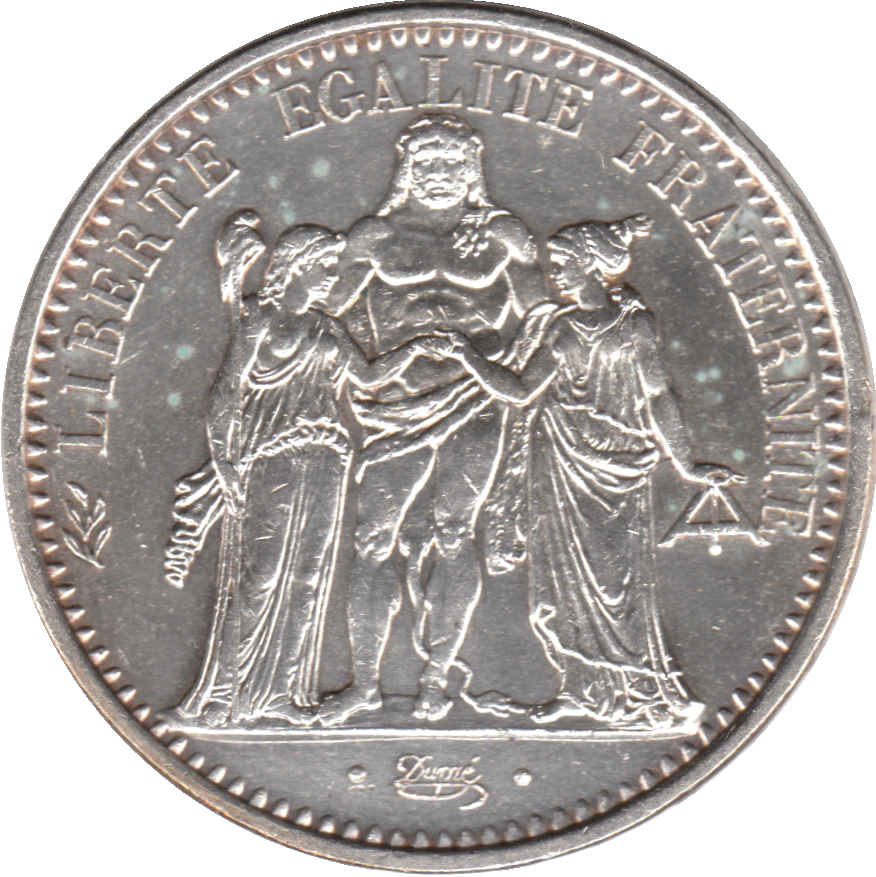
Előlap

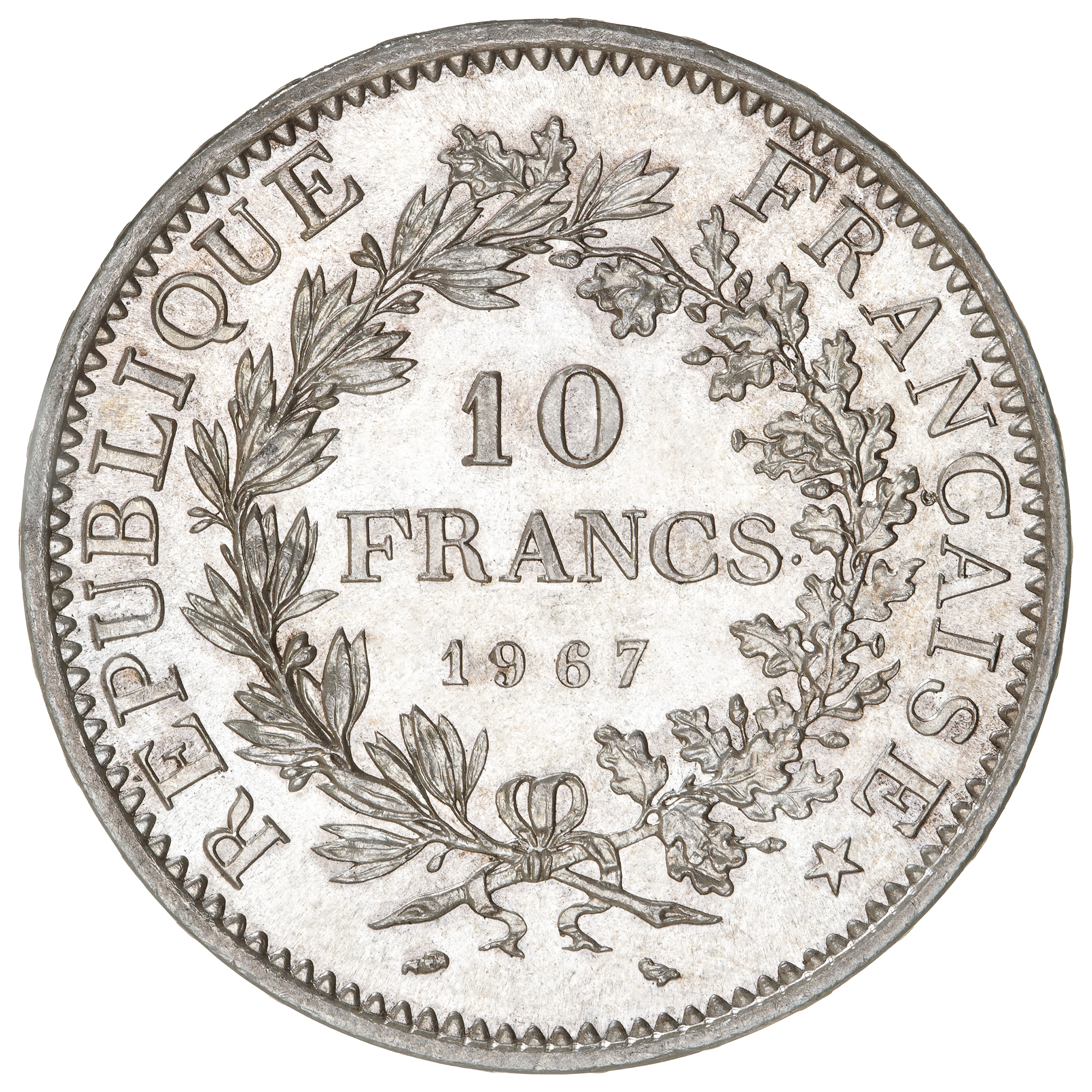
Hátlap

Az 1964-es ezüst tízfrankos érmét 5 évvel az új frank bevezetése után, 1965. január 9-én hozták forgalomba . Tíz éven keresztül töltötte be a legmagasabb címletű francia érme szerepét, az ezüst világpiaci árának emelkedésével azonban elvesztette forgalmi jelentőségét és 1974-ben kupronikkel-alumínium tízfrankos váltotta fel. Az érme Dupré-tízfrankos néven is ismert, az érmekép eredeti tervezője után. 1980. február 20-án vonták ki a forgalomból .

## Leírás
Az érme 37 mm átmérőjű és 25 g súlyú, vastagsága 2,5 mm, pereme sima, különféle szimbólumokkal. Anyaga 900‰-es finomságú ezüst. Az érmeképet Augustin Dupré tervezte 1795-ben. Ez az ún. Dupré-típus, melynek érmeképével korábban három ötfrankos érmét (1795-1802, 1848-1849, 1870-1877) is kibocsátottak (ezeknek súlya megegyezett az 1964-es tízfrankoséval). Előlapján Herkules látható, jobb oldalán a Köztársaságot, bal oldalán pedig az Igazságot jelképező nőalakokkal. Felettük a Francia Köztársaság jelmondata (Liberté, égalité, fraternité – Szabadság, egyenlőség, testvériség) olvasható, legalul pedig a tervező neve. Hátlapján a Republique Française (Francia Köztársaság) felirat olvasható, melyet egy ötágú csillag követ; középen az értékjelzés és az évszám található tölgy- és babérlevelekből font koszorúban. Alul a verdejegy és a tervező monogramja található.

## Vert mennyiség
1964 és 1973 között összesen 39 122 400 darabot vertek az érméből. Az 1964-es évjárat rendkívül ritka (a 3500 essai feliratú próbavereten kívül mindössze 131 db készült), az 1969-es, valamint az 1971-1973-as évjáratok viszonylag ritkának számítanak. Bár az érme elméletileg 1980-ig forgalomban maradt, nagy részét a lakosság tezaurálta, így ritkán fordult elő a forgalomban. Legnagyobb példányszámú évjárata az 1967-es, ebben az évben készült olyan változat is, melyen az hátlap feliratán REPUBLIQUE helyett RÉPUBLIQUE szerepel.
| Évjárat    | Vert mennyiség (db) |
| ---------- | ------------------- |
| 1964       | 131                 |
| 1964-próba | 3 500               |
| 1965       | 8 050 500           |
| 1966       | 9 799 500           |
| 1967       | 10 099 500          |
| 1968       | 3 884 400           |
| 1969       | 550 500             |
| 1970       | 5 002 500           |
| 1971       | 501 000             |
| 1972       | 900 000             |
| 1973       | 127 500             |

## Külső hivatkozások
- Infonumis (franciául)